# Bob Burns
Bob Burns, rodným jménem Robert Louis Burns (24. listopadu 1950, Jacksonville, Florida, Spojené státy – 4. dubna 2015) byl americký bubeník a původní člen jižanské rockové skupiny Lynyrd Skynyrd, ve které zůstal až do roku 1974, ačkoli kapelu na začátku 70. let 20. století načas opustil. Zemřel v roce 2015 při automobilové nehodě.